# شرکت سرمایه‌گذاری غدیر
شرکت سرمایه‌گذاری غدیر شرکت سرمایه‌گذاری ایرانی و سومین شرکت برتر ایران (تا سال ۱۳۹۹) است، که بیشتر سهام آن متعلق به سازمان تأمین اجتماعی نیروهای مسلح وابسته به وزارت دفاع می‌باشد. این شرکت در سال ۱۳۷۰ از محل دارایی‌های بانک صادرات ایران و با نام شرکت سرمایه‌گذاری بانک صادرات (سهامی خاص) و با مالکیت بانک صادرات ایران تأسیس گردید. در سال ۱۳۸۷ مالکیت شرکت به سازمان تأمین اجتماعی نیروهای مسلح منتقل گردید. سید مجید هدایت در حال حاضر و از تاریخ ۴ مهر ۱۴۰۳ مدیرعامل شرکت سرمایه‌گذاری غدیر است.
شرکت سرمایه‌گذاری غدیر با بیش از ۱۴۰ شرکت حاکمیتی و کنترلی و ۷ هلدینگ در بخش‌های تولیدی، صنعتی و خدماتی دارای بیش از ۱۶۵۰۰ نیروی انسانی در کل کشور است  که در حوزه‌های مختلف همچون صنایع پایین‌دستی نفت‌وگاز، صنایع پتروشیمی، تولید و انتقال برق، صنایع و معادن، خدمات ترابری، تولید سیمان، ساخت‌وساز و فناوری اطلاعات فعالیت می‌نمایند.
از شرکت‌هایی که سرمایه‌گذاری غدیر سهام اکثریت آنها را در اختیار دارد، می‌توان به: گروه گسترش نفت و گاز پارسیان، هلدینگ توسعه صنایع بهشهر، پتروشیمی پارس، شرکت پالایش نفت بندرعباس اشاره کرد.